# Jorge Posada
Jorge Rafael Posada Villeta (Santurce, 17 de agosto de 1970) es un ex receptor puertorriqueño que jugó en las Grandes Ligas de Béisbol para los Yankees de Nueva York, siendo el único equipo de Grandes Ligas con el que militó. Sirvió como el principal receptor de los Yankees la mayor parte de su carrera, aunque debido a una cirugía de rodilla durante la temporada baja de 2010, fue trasladado a la posición de bateador designado para la temporada 2011. Fue un bateador ambidiestro, y estuvo en cinco Juegos de Estrellas en 16 años de carrera.
Fue miembro de cuatro equipos campeones de Serie Mundial (1998, 1999, 2000, 2009) y seis equipos campeones de la Liga Americana (1998, 1999, 2000, 2001, 2003, 2009). Posada es un cinco veces Todos Estrellas (2000-03, 2007) y cinco veces ganador del premio Bate de Plata en esos mismos años.
Fue el único cácher de las Grandes Ligas en llegar a .330 o más de promedio con 40 dobles, 20 jonrones, 90 remolcadas en una sola temporada. Junto a Yogi Berra fue el único receptor de los Yankees en conectar 30 jonrones en una temporada. Desde el año 2000, Posada tuvo más carreras impulsadas, jonrones, y hits que cualquier otro receptor en el béisbol. Posada fue uno de los "Core Four" (Núcleo de los Cuatro) de los Yankees.

## Primeros años
Posada nació en Santurce, Puerto Rico, de padre Cubano y madre Dominicana, y asistió a la Escuela Secundaria Alejandrino, en San Juan, donde participó en baloncesto, voleibol, atletismo y béisbol. Como un jugador de béisbol en la escuela secundaria, fue nombrado jugador All-Star en el campocorto en la temporada 1988-89.
Asistió al Calhoun Community College en Decatur, Alabama, en 1991, donde recibió un grado de asociado. Fue elegido como el mejor bateador (1990), cocapitán (1991), y seleccionado all-conference (1991). Fue incluido en el Salón de la Fama de Alabama Community College Athletic en 2006 y la universidad retiró su número (#6).

## Liga menores
Posada fue seleccionado por los Yankees en la ronda 24 del Draft de 1990 de la Major League Baseball. Fue un jugador de segunda base en su primera temporada de ligas menores antes de ser cambiado a receptor.
Mientras jugaba para en Triple-A para Columbus Clippers en 1994, Posada sufrió un accidente en el plato en el que se fracturó la pierna izquierda y se dislocó el tobillo izquierdo.

## Grandes Ligas

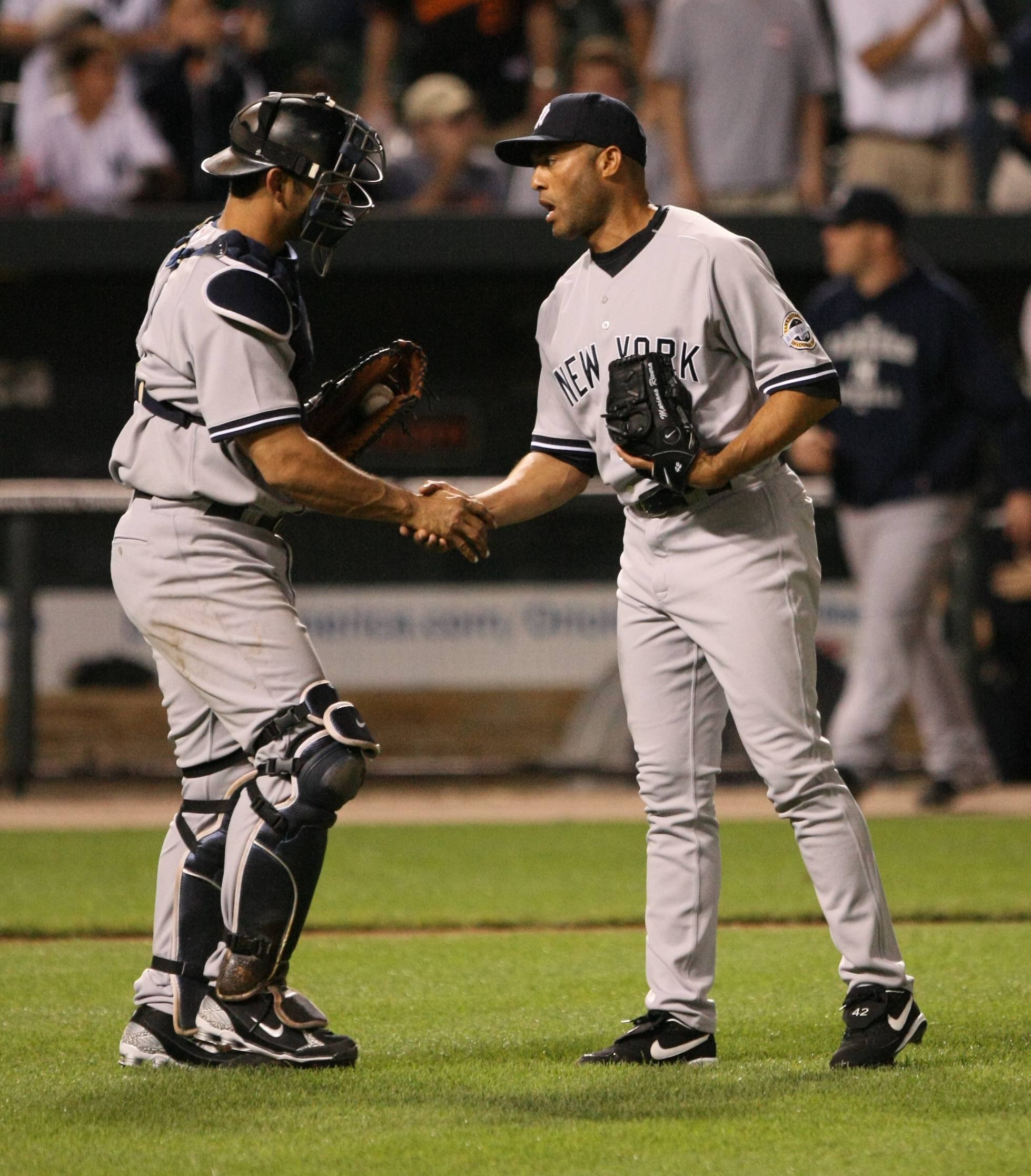
Posada (izquierda) felicita a Mariano Rivera en el final de un partido.

### 1995-1999
Posada debutó con los Yankees en 1995, jugando en un partido. Fue llamado a filas al final de la temporada de 1996 apareciendo en ocho partidos, pero no fue agregado al roster de postemporada. En 1997, Posada reemplazó a Jim Leyritz como el receptor de reserva y heredero de Joe Girardi. Girardi fue mentor de Posada. Los dos receptores dividieron el tiempo de juego para los Yankees hasta 1999, cuando Girardi se declaró agente libre, momento en que Posada se convirtió en el receptor a tiempo completo. En 1998, Posada fue el receptor del juego perfecto lanzado por David Wells en el Yankee Stadium.
Posada pasó la mayor parte de la temporada 1997 como cácher de Andy Pettitte, antes de cambiar a otros lanzadores en la temporada siguiente.

### 2000-2003
Posada ganó el premio Bate de Plata para receptor consecutivamente desde 2000 a 2003. Comenzó el Juego de Estrellas en la receptoría en 2002 y 2003. En 2003, bateó 30 jonrones (uno cada 16.0 turnos al bate, noveno mejor en la liga) y remolcó 101 carreras, ambas marcas personales. Bateó para .281 y también fue quinto en la liga en OBP (.405) y sexto en la liga en bases por bolas. Empató el récord de Yogi Berra de más jonrones por un receptor de los Yankees y terminó tercero en la votación para MVP. También hizo el último out de la Serie Mundial de ese año, un rodado contra el lanzador de los Marlins de Florida, Josh Beckett.

### 2003-2010

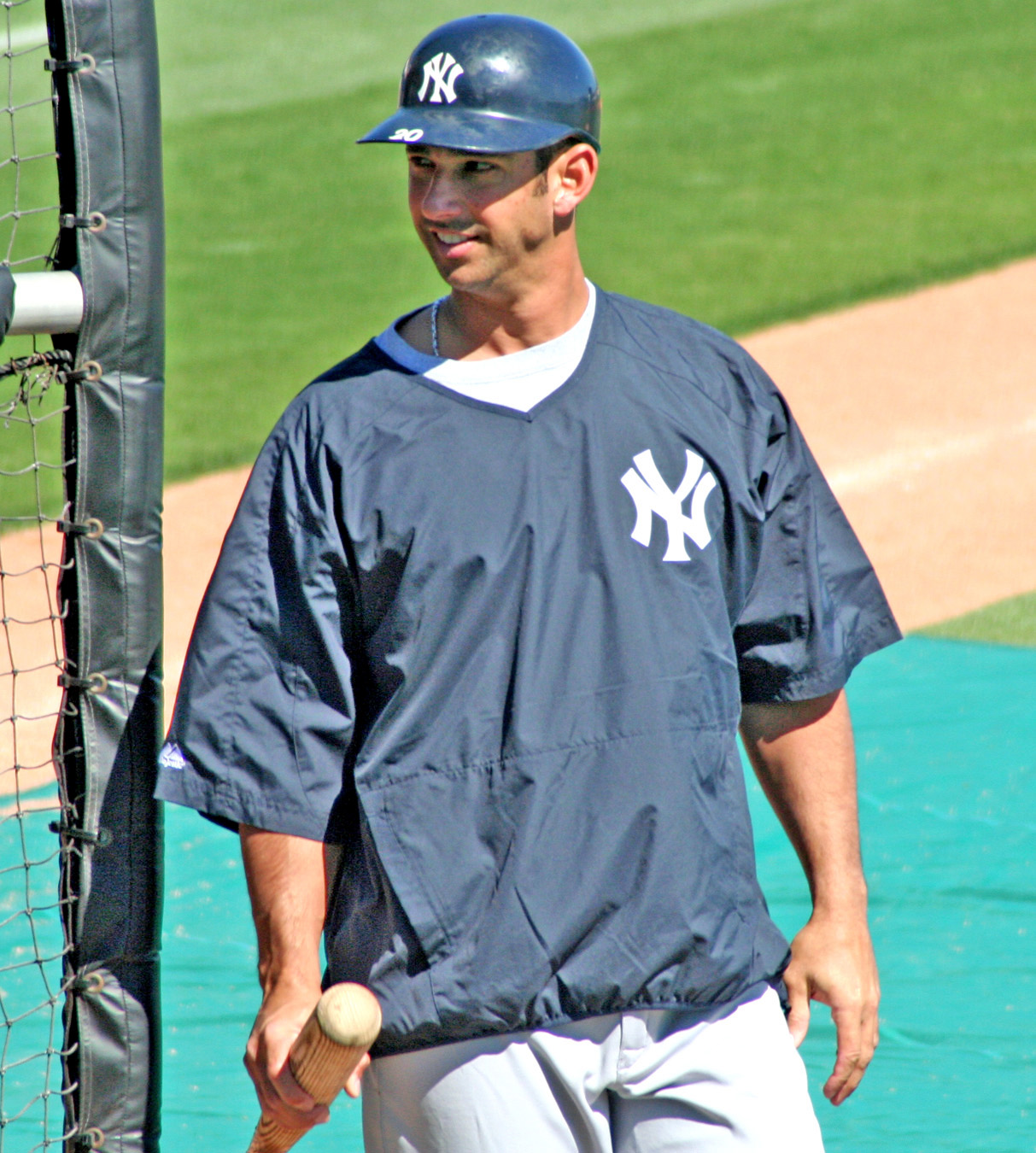
Posada en 2007

En 2006, Posada tuvo una de sus mejores temporadas ofensivas, registrando su más alto promedio de bateo y más alto total de cuadrangulares desde 2003. También encabezó las Grandes Ligas con 20 hits como emregente. Además, trabajar con el nuevo entrenador de primera base Tony Peña, un ex receptor, le ayudó a mejorar su porcentaje de corredores capturados robando segunda base casi 60 puntos por encima de su promedio de por vida. Había bateado (.277) y tuvo 23 jonrones con 93 carreras impulsadas.
En 2007, Posada bateó para .338, con 20 jonrones, 90 remolcadas y marcas personales en hits (171) y dobles (42). Se unió a Iván Rodríguez como los únicos dos receptores en la historia de MLB en registrar al menos 40 dobles en dos temporadas diferentes. Fue tercero en la Liga Americana en porcentaje de embasarse (.426), cuarto en promedio de bateo, sexto en OPS (.970), y octavo en dobles y porcentaje de slugging (.543). Posada bateó para .395 en septiembre, y se convirtió en el primer receptor de los Yankees desde Thurman Munson, en 1978, en terminar entre los 10 líderes de bateo de la Liga Americana. Su racha más larga sin hits fue de solo 11 turnos al bate. Posada es el primer receptor en batear para .330 o mejor con un porcentaje de slugging de .540 y al menos un porcentaje de embasarse de por lo menos .420 desde Mike Piazza en 1996-97. En el día final de la temporada regular de 2007, el mánager de los Yanquis, Joe Torre le permitió a Posada desempeñarse como mánager para el juego, un honor que otorga Torre a un jugador veterano, si el juego final no tiene importancia en la clasificación. Los Yankees vencieron a los Orioles de Baltimore 10-4 para dar a Posada una victoria oficial en su debut como mánager.
El 2 de noviembre de 2007, Posada respaldó abiertamente al nuevo mánager de los Yankees Joe Girardi, después de que salieran informes que decían que iba a tener dificultades para jugar bajo la dirección de Girardi.
El 12 de noviembre de 2007, Posada firmó un contrato de 4 años y $52 millones de dólares para permanecer con los Yanquis.
El 21 de julio de 2008, Posada fue colocado en la lista de lesionados. Posada intentó recuperarse de esta lesión con el fin de desempeñarse como bateador designado o primera base. Sin embargo, el equipo decidió adquirir a Xavier Nady, para darle tiempo suficiente a Posada para operarse. El 28 de julio de 2008, los Yankees anunciaron oficialmente que iba a someterse a una cirugía de final de temporada para reparar el labrum glenoideo del hombro derecho. Por lo tanto, Posada no jugó de nuevo hasta los entrenamientos de primavera de 2009. Hasta el año 2008, Posada había bateado 162 jonrones para el lado izquierdo del plato y 59 para el lado derecho.

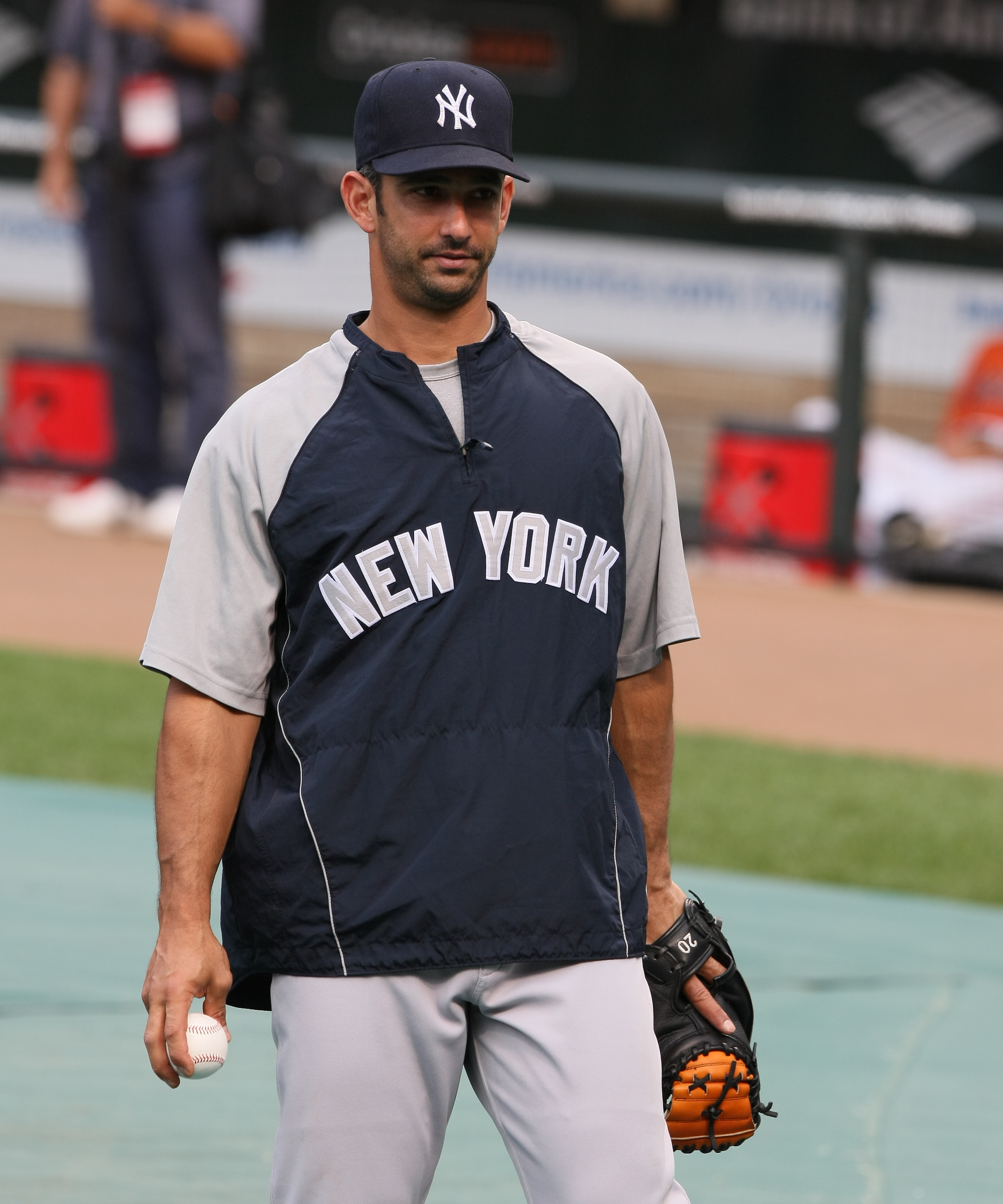
Posada en 2009

El 21 de septiembre de 2008, Posada fue elegido para atrapar el primer lanzamiento ceremonial antes del partido final en el original Yankee Stadium . El lanzamiento fue tirado por Julia Ruth Stephens, la única hija viva de Babe Ruth. El 16 de abril de 2009, en la parte baja de la entrada 5, bateó el primer jonrón de la temporada regular en el nuevo Yankee Stadium contra Cliff Lee de los Indios de Cleveland. El 1 de mayo de 2009, bateó el primer walk off hit en un juego de nueve entrada en el nuevo Yankee Stadium contra Brian Fuentes para ayudar a los Yankees a vencer a los Angelinos de Anaheim 10-9.
El 11 de octubre de 2009, Posada conectó un jonrón de desempate para dar a los Yanquis una ventaja de 2-1 en la parte superior de la 7ª entrada contra los Mellizos de Minnesota. Este fue también el último jonrón bateado en el Metrodome de Minnesota. Bateó otro importante jonrón el 19 de octubre, en el Juego 3 de la Serie de Campeonato de la Liga Americana contra los Angelinos, para empatar el juego 4-4.
En una serie de interligas contra los Astros de Houston del 12 hasta el 13 de junio de 2010, Posada se convirtió en el primer yanqui desde Bill Dickey en 1937 conectó dos grand slams en un juego back-to-back. El 23 de julio de 2010, Posada impulsó su carrera 1,000 contra los Reales de Kansas City.

### 2011
Después de la temporada 2010, Posada fue operado para reparar una rotura del menisco en la rodilla izquierda. En la temporada 2011, Posada fue colocado como bateador designado debido a la disminución de su rendimiento defensivo, mientras que Russell Martin se convirtió en el receptor de todos los días para el equipo.

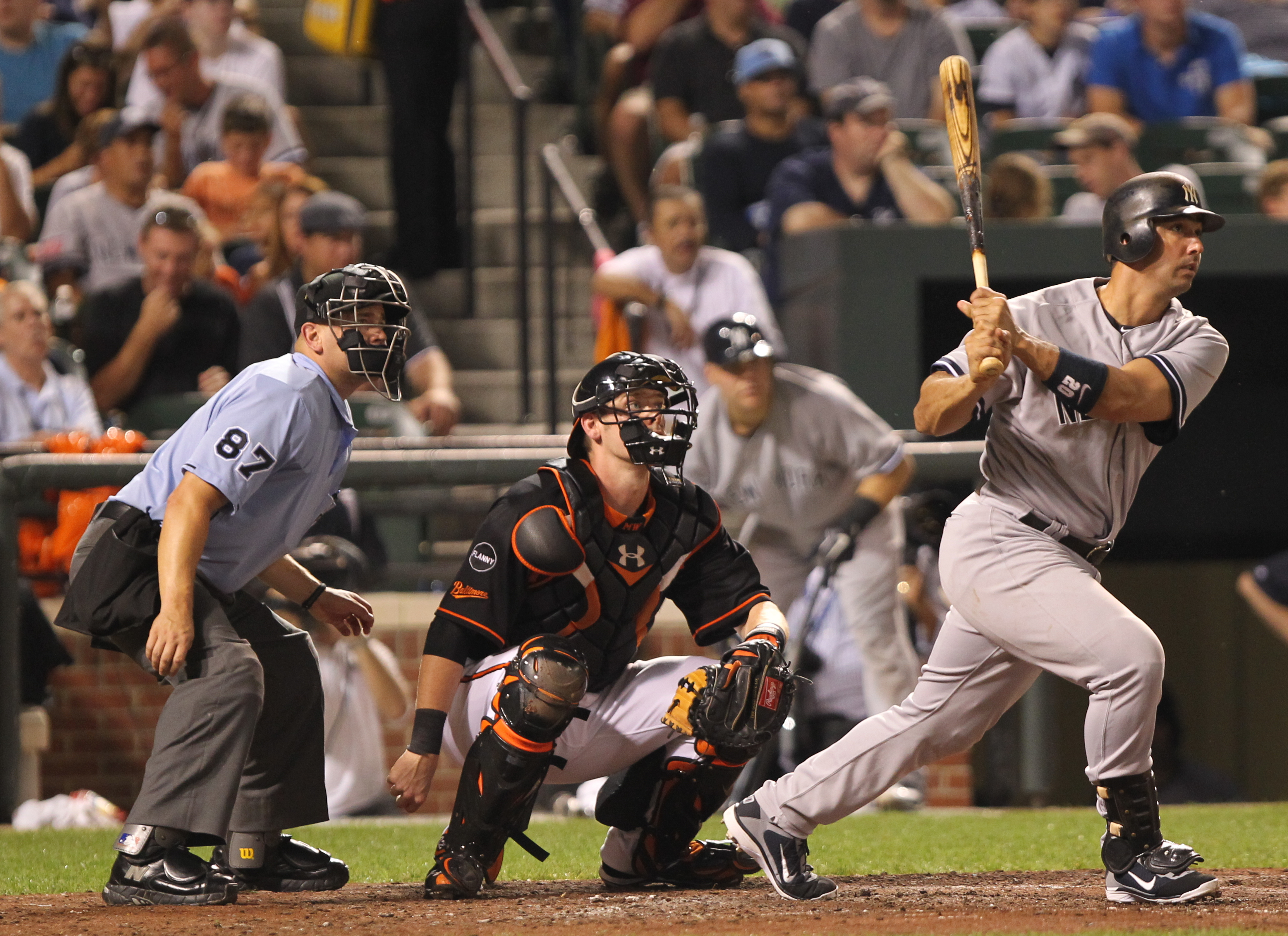
Posada al bate en 2011, su temporada final en el béisbol de Grandes Ligas

Después de iniciar la temporada 2011 en declive, Posada fue trasladado a la novena posición en el orden de bateo para un partido el 14 de mayo contra los Medias Rojas de Boston. Posada pidió ser retirado de la alineación. Posada dijo a los periodistas que necesitaba tiempo para "limpiar [su] cabeza" y también mencionó alguna "rigidez" en la espalda como las razones de su solicitud. El mánager Joe Girardi dijo que no sabía nada de la "rigidez", pero aceptó dar a Posada un día de descanso. Posada pidió disculpas a Girardi y al gerente general de los Yanquis, Brian Cashman, los próximos días diciendo que "sólo tuvo un mal día" y una "temporada muy frustrante hasta ahora". El equipo directivo declinó someterlo a disciplina y consideró el asunto cerrado. Se recuperó después del incidente, y bateó .382 en junio.
Durante la temporada de 2011, Posada ha comienzado a desempeñarse en la primera base, sobre todo para darle tiempo de descanso al primera base regular Mark Teixeira. El 7 de agosto de 2011, el mánager Joe Girardi eliminado Posada de la alineación de todos los días debido a su promedio de bateo de .230 en la temporada. El 13 de agosto de 2011, su primera aparición desde la pelea de banca, en un juego contra los Rays de Tampa Bay, Posada se fue de 5-3, bateando un grand slam y remolcando seis carreras en general. Su grand slam fue el décimo de su carrera, colocándolo en el sexto lugar de todos los tiempos en la lista de los Yankees. El 25 de agosto de 2011, jugó en la segunda base por primera vez en su carrera de Grandes Ligas durante la novena entrada de una victoria 22 por 9 de los Yankees sobre los Atléticos.
El 10 de septiembre de 2011, Posada volvió como receptor por primera vez en toda la temporada contra los Angelinos de Anaheim después de que Russell Martin se lesionara por un foul tip, mientras que Francisco Cervelli no estaba disponible para jugar y Jesús Montero era el bateador designado para ese partido. Martin fue sacado al principio de la tercera entrada y sustituido por Posada. Posada se fue de 2-1 con un sencillo y puso out al único corredor que trató de robar en su contra. El 21 de septiembre de 2011, Posada bateó como emergente un hit de dos carreras en la parte baja del octavo inning, dando a los Yanquis la ventaja; los Yankees ganaron el juego para hacerse con el título de la División Este de la Liga Americana. Posada terminó la temporada regular con un promedio de bateo de .235, 14 jonrones y 44 carreras impulsadas.
En la Serie Divisional de la Liga Americana 2011, Posada dio seis hits (incluyendo un triple), cuatro carreras anotadas y cuatro bases por bolas en 14 turnos al bate como bateador designado titular para un promedio de bateo de .429 y un porcentaje de embasarse de .579.

## Retiro
Posada anunció su retiro del béisbol el 24 de enero de 2012.

## Vida personal
El padre de Posada, Jorge Posada, Sr., es cubano, y fue scout de los Rockies de Colorado. Su madre es de la República Dominicana. Su tío, Leo Posada, jugó con los Atléticos de Kansas City.
El 21 de enero de 2000, Jorge se casó con Laura Posada, abogada, exmodelo y actriz de Puerto Rico. Tienen dos hijos, Jorge III y Paulina.
El hijo de Posada, Jorge III, sufre de craneosinostosis, que se le diagnosticó 10 días después de que él naciera, y ha sufrido numerosas cirugías para corregir la condición. Posada creó la Fundación Jorge Posada para ayudar a encontrar una cura para la enfermedad de las familias y el apoyo a los niños afectados por la enfermedad. Jorge dio a conocer un vino de la caridad en 2008, llamado Jorge Cabernet para recaudar fondos para su fundación. En junio de 2011, su hijo fue sometido a su más reciente cirugía para la enfermedad.
Posada es amigo cercano de su compañero de equipo Derek Jeter, quien fungió como padrino en la boda de Posada.
Posada escribió un libro para niños titulado Play Ball! que fue publicado en 2006.

## Premios

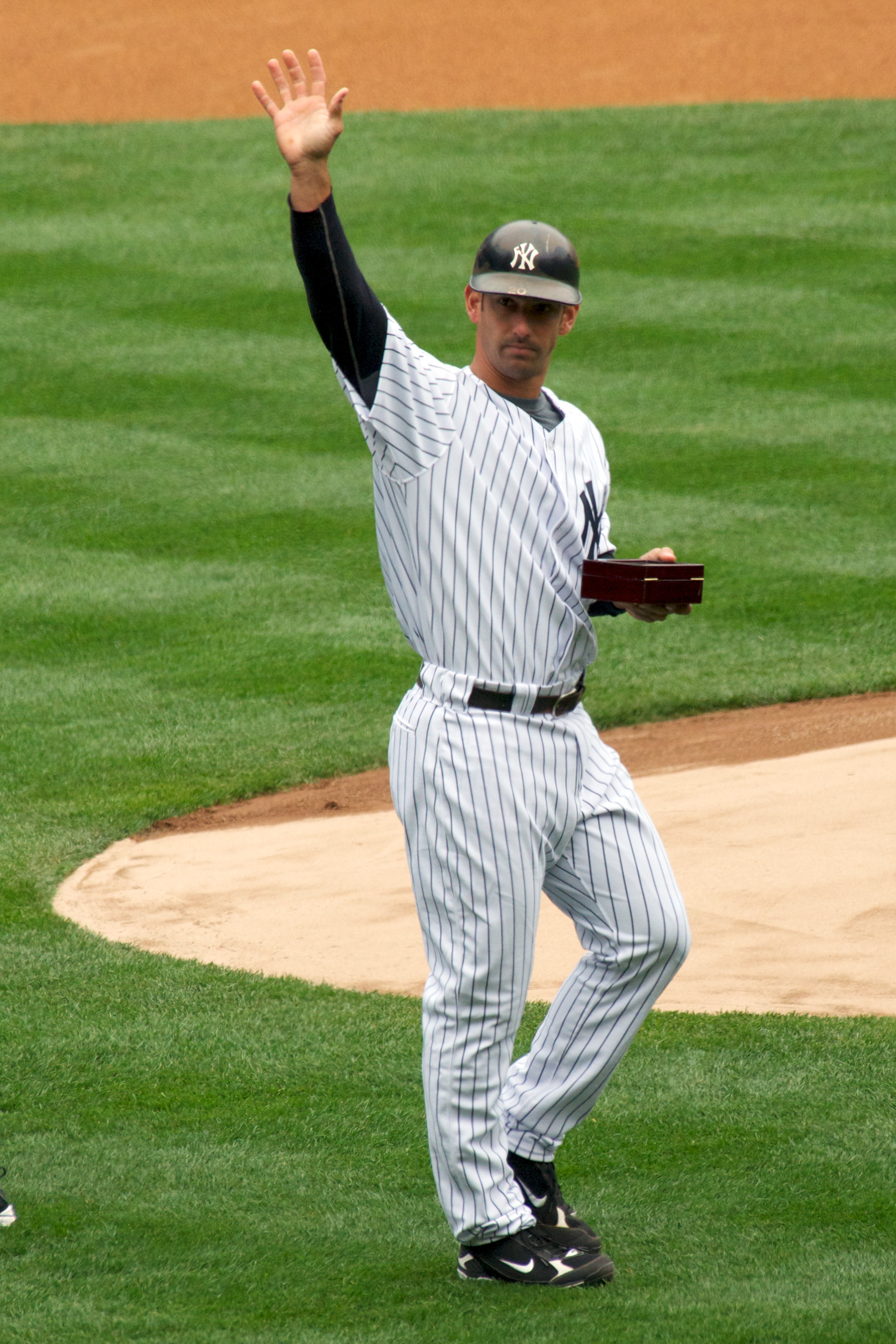
Posada recibiendo su anillo de la Serie Mundial 2009.

| Premios / Reconocimientos                                 | Veces | Fecha(s)                     |
| --------------------------------------------------------- | ----- | ---------------------------- |
| AL All-Star                                               | 5     | 2000, 2001, 2002, 2003, 2007 |
| AL Silver Slugger Award Catcher                           | 5     | 2000, 2001, 2002, 2003, 2007 |
| International League All-Star Catcher                     | 2     | 1995, 1996                   |
| World Series champion                                     | 4     | 1998, 1999, 2000, 2009       |
| Baseball America First-Team Major League All-Star Catcher | 1     | 2002                         |
| Carolina League All-Star                                  | 1     | 1993                         |
| Thurman Munson Award                                      | 1     | 2000                         |
| Milton Richman "You Gotta' Have Heart" Award              | 1     | 2001                         |

## Premios y highlights de ligas menores
- 1993- All-Star de la Carolina League
- 1995- All-Star de la International League
- 1996- All-Star de la International League